# Amoria macandrewi
Amoria macandrewi is een slakkensoort uit de familie van de Volutidae. De wetenschappelijke naam van de soort is voor het eerst geldig gepubliceerd in 1887 door G.B. Sowerby III.